# Clausula rebus sic stantibus

« Clausula rebus sic stantibus » est une expression latine qui signifie, en droit international public et en matière de droit des obligations en général, les « choses demeurant en l'état ».
Cette clause (plus ou moins) implicite sous-entend que les dispositions d'un traité ou d'un contrat ne restent applicables que pour autant que les circonstances essentielles qui ont justifié la conclusion de ces actes demeurent en l'état et que leur changement n'altère pas radicalement les obligations initialement acceptées.
Dans la coutume internationale, une telle clause de sauvegarde, reprise en substance à l'article 62 de la Convention de Vienne sur le droit des traités (1969), est une nuance qui donne une certaine souplesse au principe dit pacta sunt servanda, selon lequel les conventions doivent être respectées, tel que codifié à l'article 26 de la même convention.

## La clause dans le domaine de la dette
En matière de dettes publiques, un État peut se fonder sur la clause rebus sic stantibus pour suspendre ou répudier des dettes affectées par un changement fondamental de circonstances, dès lors que deux conditions sont réunies :
- le changement de circonstances présente un caractère d'une certaine importance. Dans son arrêt Compétence en matière de pêcheries (1973) [2], la Cour internationale de justice (CIJ) déclare que le caractère fondamental du changement doit s'apprécier comme entraînant une transformation radicale de la portée des obligations, les rendant « plus lourdes » à supporter pour l'une des parties[3] ;
- selon l'expression formulée par l'article 62 de la Convention de Vienne de 1969, ce changement porte sur des circonstances ayant constitué « une base essentielle du consentement des parties à être liées par le traité ».

Des ONG travaillant sur la question de la dette comme le Comité pour l'annulation de la dette du tiers monde (CADTM, anciennement Comité pour l'annulation de la dette du tiers monde) mettent en avant que le changement fondamental de circonstances s’applique à la crise de la dette des années 1980. En effet, à la suite de la décision unilatérale des États-Unis en octobre 1979 de relever les taux d'intérêt, les pays du Sud ont dû rembourser en quelques semaines trois fois plus d’intérêts qu’auparavant.
Joseph Stiglitz, prix Nobel d'économie en 2001 et économiste en chef de la Banque mondiale entre 1997 et 2000, confirme que la décision unilatérale de la Réserve fédérale des États-Unis a provoqué un « changement fondamental de circonstances ».
En outre, la dette du tiers monde a souvent été attribuée à des régimes dictatoriaux (par exemple en Argentine, où la dette publique explosa lors de la dernière dictature militaire), conduisant ainsi de telles ONG a les rejeter en invoquant un vice du consentement.
À la suite de l’éclatement en 2007 de la crise des subprimes aux États-Unis et à ses conséquences en Europe, des pays comme la Grèce, l’Irlande, le Portugal - qui pourraient être suivis par d’autres - se retrouvent dans une situation similaire, à savoir des hausses des taux d'intérêt sur les marchés financiers, les taux en 2010-2011 ayant doublé par rapport à 2008-2009.